# Seznam hokejistů draftovaných týmem California Golden Seals
Toto je kompletní seznam hokejistů, kteří byli draftováni v NHL do týmu California Golden Seals. To zahrnuje každého hráče, který byl draftován, bez ohledu na to, zda hrál za tým.

## Draft 1. kola

### Historie prvního kola
| † | Hráč který byl vybrán do hokejové síně slávy | Hráč který byl vybrán do hokejové síně slávy | Hráč který byl vybrán do hokejové síně slávy |
| * | Draftován z 1. místa                         | Draftován z 1. místa                         | Draftován z 1. místa                         |
| ≠ | Hráč který neodehrál žádný zápas v NHL       | Hráč který neodehrál žádný zápas v NHL       | Hráč který neodehrál žádný zápas v NHL       |

| Rok  | Místo | Hráč               | Pozice       | Stát    | Předchozí tým (liga)             |
| ---- | ----- | ------------------ | ------------ | ------- | -------------------------------- |
| 1967 | 3     | Ken Hicks≠         | Centr        | Kanada  | Brandon Wheat Kings (MJHL)       |
| 1969 | 7     | Tony Featherstone≠ | Pravé křídlo | Kanada  | Peterborough Petes (OHA)         |
| 1970 | 10    | Chris Oddleifson   | Pravé křídlo | Kanada  | Winnipeg Jets (WCHL)             |
| 1974 | 3     | Rick Hampton       | Obránce      | Kanada  | St. Catharines Black Hawks (OHA) |
| 1974 | 17    | Ron Chipperfield   | Levé křídlo  | Kanada  | Brandon Wheat Kings (WCHL)       |
| 1975 | 3     | Ralph Klassen      | Útočník      | Kanada  | Saskatoon Blades (WCHL)          |
| 1976 | 5     | Björn Johansson    | Obránce      | Švédsko | Örebro HK (Elitserien)           |

### Celkový výběr
|  | Hráči kteří hráli nejméně jeden zápas v NHL |
|  | Hráči kteří si zahráli v NHL All-Star Game  |

| Rok  | Kolo | Místo | Hráč               | Pozice       |
| ---- | ---- | ----- | ------------------ | ------------ |
| 1967 | 1    | 3     | Ken Hicks          | Centr        |
| 1967 | 2    | 12    | Gary Wood          | Obránce      |
| 1967 | 3    | 18    | Kevin Smith        | Obránce      |
| 1968 | 2    | 13    | Doug Smith         | Centr        |
| 1968 | 3    | 20    | Jim Trewin         | Obránce      |
| 1969 | 1    | 7     | Tony Featherstone  | Pravé křídlo |
| 1969 | 2    | 18    | Ron Stackhouse     | Obránce      |
| 1969 | 3    | 29    | Don O'Donoghue     | Pravé křídlo |
| 1969 | 4    | 41    | Pierre Farmer      | Obránce      |
| 1969 | 5    | 53    | Warren Harrison    | Útočník      |
| 1969 | 6    | 65    | Neil Nicholson     | Obránce      |
| 1969 | 7    | 76    | Pete Vipond        | Levé křídlo  |
| 1970 | 1    | 10    | Chris Oddleifson   | Pravé křídlo |
| 1970 | 2    | 19    | Pete Laframboise   | Levé křídlo  |
| 1970 | 3    | 33    | Randy Rota         | Levé křídlo  |
| 1970 | 4    | 47    | Ted McAneeley      | Obránce      |
| 1970 | 5    | 61    | Ray Gibbs          | Brankář      |
| 1970 | 6    | 75    | Doug Moyes         | Levé křídlo  |
| 1970 | 7    | 88    | Terry Murray       | Obránce      |
| 1970 | 8    | 100   | Alan Henry         | Obránce      |
| 1971 | 2    | 15    | Ken Baird          | Obránce      |
| 1971 | 2    | 29    | Rich Leduc         | Centr        |
| 1971 | 4    | 43    | Hartland Monahan   | Pravé křídlo |
| 1971 | 5    | 57    | Ray Belanger       | Brankář      |
| 1971 | 6    | 71    | Gerry Egers        | Obránce      |
| 1971 | 7    | 85    | Al Simmons         | Obránce      |
| 1971 | 8    | 99    | Angus Beck         | Centr        |
| 1971 | 8    | 104   | Rod Lyons          | Levé křídlo  |
| 1972 | 2    | 22    | Tom Cassidy        | Centr        |
| 1972 | 2    | 28    | Stan Weir          | Centr        |
| 1972 | 3    | 38    | Paul Shakes        | Obránce      |
| 1972 | 4    | 54    | Claude St. Sauveur | Centr        |
| 1972 | 5    | 70    | Tim Jacobs         | Obránce      |
| 1972 | 6    | 86    | Jacques Lefebvre   | Brankář      |
| 1972 | 7    | 102   | Mike Amodeo        | Obránce      |
| 1972 | 8    | 118   | Brent Meeke        | Útočník      |
| 1972 | 9    | 134   | Denis Meloche      | Útočník      |
| 1973 | 3    | 34    | Jeff Jacques       | Pravé křídlo |
| 1973 | 4    | 50    | Ron Serafini       | Obránce      |
| 1973 | 5    | 66    | Jim Moxey          | Útočník      |
| 1973 | 6    | 82    | Willie Trognitz    | Útočník      |
| 1973 | 7    | 98    | Paul Tantardini    | Levé křídlo  |
| 1973 | 8    | 114   | Bruce Greig        | Levé křídlo  |
| 1973 | 9    | 130   | Larry Patey        | Centr        |
| 1973 | 10   | 145   | Doug Mahood        | Pravé křídlo |
| 1973 | 11   | 160   | Angie Moretto      | Centr        |
| 1974 | 1    | 3     | Rick Hampton       | Obránce      |
| 1974 | 1    | 17    | Ron Chipperfield   | Centr        |
| 1974 | 2    | 21    | Bruce Affleck      | Obránce      |
| 1974 | 3    | 39    | Charlie Simmer     | Útočník      |
| 1974 | 4    | 57    | Tom Price          | Obránce      |
| 1974 | 5    | 75    | Jim Warden         | Brankář      |
| 1974 | 6    | 93    | Tom Sundberg       | Útočník      |
| 1974 | 7    | 111   | Tom Anderson       | Obránce      |
| 1974 | 8    | 128   | Jim McCabe         | Centr        |
| 1975 | 1    | 3     | Ralph Klassen      | Útočník      |
| 1975 | 2    | 21    | Dennis Maruk       | Centr        |
| 1975 | 3    | 39    | John Tweedle       | Útočník      |
| 1975 | 4    | 57    | Greg Smith         | Obránce      |
| 1975 | 5    | 75    | Doug Young         | Obránce      |
| 1975 | 6    | 93    | Larry Hendrick     | Brankáři     |
| 1975 | 7    | 111   | Rick Shinske       | Centr        |
| 1975 | 8    | 129   | Doug Schoenfeld    | Obránce      |
| 1975 | 9    | 146   | Jim Weaver         | Brankář      |
| 1975 | 10   | 162   | Greg Agar          | Pravé křídlo |
| 1976 | 1    | 5     | Björn Johansson    | Obránce      |
| 1976 | 2    | 23    | Vern Stenlund      | Centr        |
| 1976 | 3    | 41    | Mike Fidler        | Levé křídlo  |
| 1976 | 4    | 59    | Warren Young       | Útočník      |
| 1976 | 5    | 77    | Darcy Regier       | Obránce      |
| 1976 | 5    | 79    | Cal Sandbeck       | Obránce      |
| 1976 | 6    | 95    | Jouni Rinne        | Útočník      |

## Souvislé články
- Seznam hokejistů draftovaných týmem Cleveland Barons